# 레닌 기념비 (키이우)

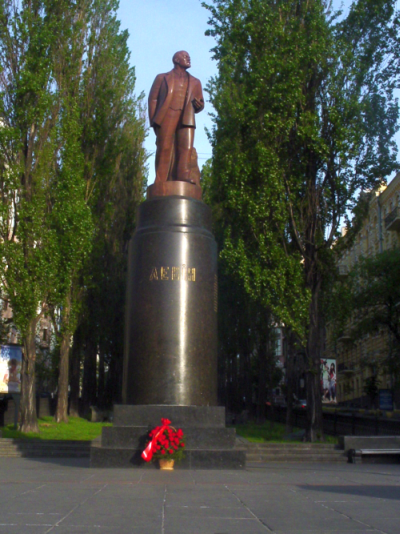
키예프의 레닌 기념비

레닌 기념비(우크라이나어: Пам'ятник Леніну, 러시아어: Памятник Ленину)는 우크라이나 키이우에 있던 소련이 건축한 블라디미르 레닌의 기념비이다. 2013년에 철거되었다.

## 같이 보기
- 레니노파드